# Max Aarons
Max Aarons   (Londres, 4 de gener de 2000) és un futbolista professional anglès que juga de lateral pel València CF, cedit per Bournemouth de la Premier League. Tot i que principalment juga a la dreta, també pot jugar al costat esquerre.
Fou cedit al València CF en el mercat d'hivern de la temporada 2024-25.